# PowerWash Simulator
PowerWash Simulator es un videojuego de simulación desarrollado por FuturLab y distribuido por Square Enix Collective. Los jugadores toman el control de una empresa de lavado a presión, completando diferentes trabajos para ganar dinero. La jugabilidad gira principalmente en torno a utilizar una pistola de lavado a presión para limpiar la suciedad de objetos y edificios. El juego estuvo disponible primero en acceso anticipado en Steam el 19 de mayo de 2021,  siendo publicado por completo para Windows, Xbox One y Xbox Series X/S el 14 de julio de 2022.  Más tarde, se publicaron ediciones para Nintendo Switch, PlayStation 4 y PlayStation 5 el 31 de enero de 2023. El 2 de noviembre de 2023 se lanzó una edición independiente de realidad virtual, PowerWash Simulator VR para Meta Quest 2, 3 y Pro. Actualmente una secuela se encuentra en desarrollo, con lanzamiento previsto en 2025.

## Jugabilidad
PowerWash Simulator es un juego de simulación con perspectiva en primera persona. Ambientado en el pueblo ficticio de Muckingham, los jugadores toman el control de una pequeña empresa de lavado a presión, aceptando trabajos de clientes en diferentes localizaciones en la forma de niveles. Los jugadores deben eliminar la suciedad de vehículos y localizaciones, abarcando desde casas residenciales a un Mars Rover, para completar cada nivel. El jugador puede cambiar entre cuatro boquillas de lavado, que difieren en fuerza y diámetro de dispersión; algunas boquillas son más efectivas para limpiar diferentes tipos de superficies. También se pueden aplicar soluciones de limpieza diseñadas para tipos de superficies específicas. También se pueden usar diferentes productos de limpieza para superficies concretas. Una barra de progreso indica la cantidad de suciedad restante en un objeto; el jugador también puede presionar un botón para destacar la suciedad restante en una superficie. Cuando se limpia un objeto por completo, se recompensa al jugador con dinero, que se puede utilizar para comprar objetos estéticos y mejorar las herramientas y eficiencia de limpieza. Estas mejoras permiten al jugador personalizar sus limpiadores para ser más efectivos en ciertos rangos o ciertas situaciones. Algunos niveles también ofrecen al jugador poder utilizar una escalera o un andamio para alcanzar zonas más altas.
El juego incluye modo multijugador cooperativo para hasta seis jugadores. Estos pueden unirse a sesiones en progreso o de emparejamiento. Todos los escenarios están disponibles en cooperativo. Existe una modalidad de retos para un solo jugador, donde el jugador tiene que resolver trabajos con limitada cantidad de agua o en un tiempo limitado y los jugadores se clasifican en función de su rendimiento.

## Sinopsis
Al comienzo del juego, el personaje jugador acaba de empezar su propia empresa de lavado a presión en el pueblo de Muckingham. Un amigo, el arqueólogo Harper Shaw, le regala una furgoneta y le ayuda a encontrar su primer cliente. Durante cada trabajo, el limpiador recibe mensajes de texto del cliente; estos mensajes incluyen información sobre la localización o el vehículo que hay que limpiar, explicaciones sobre como se ensució y sus pensamientos sobre cosas que ocurren en Muckingham. Conforme el limpiador completa cada trabajo, su reputación en el pueblo crece y le contratan para más trabajos de nuevos clientes.
El tiempo pasa y la gente de Muckingham empieza a notar sucesos extraños, tales como una actividad inusual cerca del volcán dormido Mount Rushless y la desaparición de todos los gatos de Muckingham, incluido el gato Ulysses del alcalde Jeff Jefferson XIII. Posteriores mensajes confirman que el alcalde ha desviado el agua del pueblo hacia una operación minera ilegal del magnate corrupto Blake Thrust, provocando que el alcalde huya del pueblo. Con el tiempo, el limpiador es contratado para limpiar un platillo volante controlado por Ceruleon Skye, un científico que ha viajado en el tiempo desde el año 2278. Skye explica que está investigando la inminente erupción del volcán del Mount Rushless, el cual en su futuro provocó la erupción de todos los volcanes de la cuenca del Pacífico, bloqueando el cielo con ceniza volcánica durante décadas y causando la extinción mundial casi total. Sin embargo, Thurst apagó la nave de Skye y robó parte de su tecnología, alterando la línea temporal y causando que el volcán se active antes de lo previsto.
Varios clientes anteriores empiezan a evacuar Muckingham para escapar del volcán. Shaw descubre dos estatuas antiguas desenterradas por una reciente actividad sísmica; tras limpiarlas, una de ellas lanza un rayo de luz hacia el Monte Rushless y la otra apunta a un templo que emerge del océano, cuyo olor a pescado había atraído a los gatos de Muckingham. Con la ayuda de algunos clientes, el protagonista alcanza el templo, encontrándolo lleno de tributos a su figura. Cuando termina de limpiar el templo, aparece una gema en la cúspide del templo, que lanza un rayo de luz hacia el volcán. El jet privado de Thrust vuela hacia el templo, pero es derribado por el platillo volante de Skye. Este notifica al protagonista que el templo fue construido por los Pacifistas, una civilización contrapartida de los Atlantes, y que la búsqueda de Thrust de la civilización y sus minerales raros perforó la cámara magmática del Monte Rushless, desencadenando su erupción temprana. Para prevenir esto, Skye viajó atrás en el tiempo al tiempo de los Pacifistas y les contó sobre la historia del protagonista; aceptaron convertir el templo en una plataforma marina con un rayo neutralizador que pararía una erupción del Monte Rushless al ser limpiado por un limpiador profesional. Una vez que la línea temporal está segura, el protagonista vuelve a su negocio, encontrando a Ulysses escondido en su caravana con sus gatitos.

## Lanzamiento
El juego se lanzó al mercado por primera vez en Windows el 19 de mayo de 2021, mediante acceso anticipado en Steam.
Se han añadido varios trabajos adicionales a lo largo de una serie de actualizaciones gratuitas. También se han lanzado múltiples contenidos descargables con temáticas de parques de atracciones sobre otras franquicias. Estos incluyen los paquetes especiales de Tomb Raider, el 31 de enero de 2023;  el de Final Fantasy VII Remake, el 2 de marzo de 2023;   el de Bob Esponja, el 29 de junio de 2023;  el de Regreso al futuro, el 16 de noviembre de 2023;  el de Warhammer 40 000, el 27 de febrero de 2024;  el de Alicia en el país de las maravillas, el 2 de julio de 2024;  el de Shrek, el 10 de octubre de 2024;  y el de Wallace y Gromit, el 4 de marzo de 2025. 

## Recepción

### Prelanzamiento
Cass Marshall, del medio Polygon, alabó el juego por su jugabilidad casual diciendo que "capta los momentos más relajantes del cuidado del hogar sin las molestias". Jordan Devore, de Destructoid, también lo alabó por su jugabilidad "robusta", pero indicó ligeros problemas presentes en la demo del juego al andar sobre bordes y terminar la última sección de algunos niveles.  Gabriel Zamora, de PCMag, elogió de manera similar el bucle jugable satisfactorio y la sensación relajante, la variedad de objetos para limpiar y el "genial" estilo gráfico y presentación; criticó el sistema de jabones "implementado de manera pobre", la simulación de la suciedad y el agua "antinatural", el sonido "aburrido" y el movimiento "muy lento" del personaje jugable. 

### Recepción crítica
PowerWash Simulator recibió críticas "generalmente favorables" de acuerdo con el agregador de reseñas Metacritic, siendo "mixtas o medias" para la versión Windows.  
Ed Thorn, de Rock Paper Shotgun, alabó el modo carrera del juego, la jugabilidad "zen", la variedad de modos de juego, la adición del cooperativo en línea; también criticó el ritmo de algunos trabajos, concluyendo que "los problemas del juego son pequeños en comparación con la verdadera satisfacción y los espacios serenos que aporta......no es demasiado complejo, no se toma demasiado en serio a si mismo, y aún así tiene bastante profundidad para aquellos que simplemente quieren limpiar un chalet a manguerazos".  Fraser Gilbert, del medio Pure Xbox, apreció la jugabilidad intuitiva, el ritmo pausado, la variedad de modos, y la inclusión del cooperativo en línea, mientras que señaló la naturaleza repetitiva y la falta de una banda sonora.